# Polypedates cruciger
Polypedates cruciger là một loài ếch trong họ Rhacophoridae. Chúng là loài đặc hữu của Sri Lanka.
Các môi trường sống tự nhiên của chúng là các khu rừng khô nhiệt đới hoặc cận nhiệt đới, rừng ẩm vùng đất thấp nhiệt đới hoặc cận nhiệt đới, các khu rừng vùng núi ẩm nhiệt đới hoặc cận nhiệt đới, đầm nước ngọt, đầm nước ngọt có nước theo mùa, vùng đồng cỏ, các đồn điền, vườn nông thôn, các vùng đô thị, các khu rừng trước đây bị suy thoái nặng nề, và ao.

## Hình ảnh

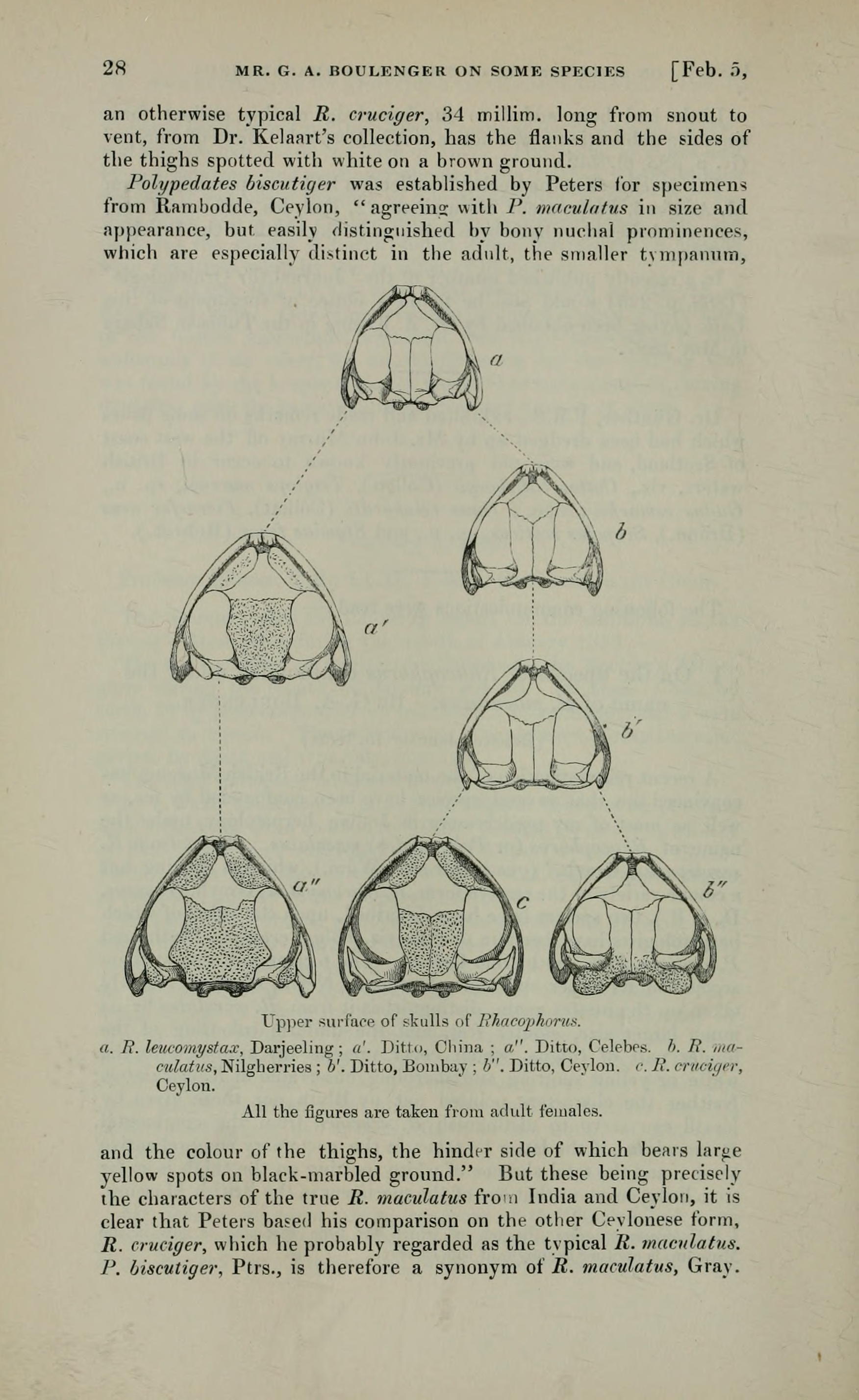